# Hermann Wedewer
Hermann Anton Joseph Wedewer (* 14. Juni 1811 in Coesfeld; † 16. April 1871 in Frankfurt am Main) war ein deutscher Pädagoge, Sprachwissenschaftler und Politiker.

## Leben
Wedewer war das älteste von elf Kindern des Gast- und Landwirts Burchard Wedewer und dessen Ehefrau Anna Maria, geborene Orthaus. Er besuchte
das Gymnasium Coesfeld und studierte dann ab 1829 bei Johann Christoph Schlüter an der Universität Münster Philologie und Philosophie. Ab Herbst 1830 setzte er das Studium an der Universität Bonn, unter anderem bei Friedrich Gottlieb Welcker, fort. Im Jahr 1833 legte er das Examen pro facultate docendi (alte Sprachen, Geschichte, Geografie) ab und trat als Probekandidat in das Coesfelder Gymnasium ein. Auf Welckers Empfehlung war er ab Herbst 1833 Erzieher in der Familie des englischen Schriftstellers Walter Savage Landor in Fiesole bei Florenz. Nach seinem sechswöchigen Militärdienst vermittelte der preußischen Gesandtschaftssekretärs in Rom, Rudolf von Sydow, ihm eine neue Erzieherstelle beim russischen Gesandten in Neapel, Graf Gustav Ernst von Stackelberg. Wedewer reiste mit dessen Familie zu längeren Aufenthalten nach Rom, Mailand und Paris.
Ab 1837 arbeitete Wedewer als Lehrer am Gymnasium Coesfeld. Im Herbst 1843 wechselte er als Inspektor und philologischer Lehrer an die Selektenschule in Frankfurt am Main. 1870 schied er als Gymnasialprofessor aus dem aktiven Schuldienst aus. In Frankfurt heiratete er 1844 Maria Franziska Hermanna Schmitz (* 1821). Aus der Ehe gingen zwei Söhne hervor. Der Sohn Hermann Joseph Wedewer (1852–1922) wurde Dr. theol. und wurde Religionslehrer
Vom 31. Mai 1848 bis zum 26. Juni 1848 vertrat er den Wahlkreis 17. Provinz Westfalen (Borken) in der Frankfurter Nationalversammlung. Im Parlament blieb er fraktionslos. Nachfolger in der Nationalversammlung wurde Justin Freiherr von Linde. Von 1852 bis 1857 und von 1859 bis 1864 war er katholischer Kirchenvorstand in Frankfurt am Main, Vorstand im Pestalozzi-Verein in Frankfurt am Main und Teilnehmer an zahlreichen deutschen Philologenversammlungen.
Die Philosophische Fakultät der Universität Würzburg ernannte ihn zum 25. Amtsjubiläum 1868 zum Dr. h.c.

## Werke
Er war Verfasser zahlreicher pädagogischer, sprach- und literaturwissenschaftlicher Schriften, darunter
- „Homer, Virgil, Tasso, oder Das befreite Jerusalem in seinem Verhältniß zur Ilias, Odyssee und Aeneis“ (1843)
- „Die Erziehung vom katholischen christlichen Standpunkte betrachtet, nebst Vorschlägen zur Umbildung und Erweiterung der Selectenschule zu Ffm.“ (1852)
- „Zur Sprachwissenschaft“ (1861)
- „Die Litteratur und die christliche Jugendbildung“ (1868)
- „Das Christenthum und die neuere Sprachwissenschaft“ (1870)